# Arthur H. Greenwood
Arthur Herbert Greenwood, född 31 januari 1880 i Daviess County i Indiana, död 26 april 1963 i Bethesda i Maryland, var en amerikansk politiker (demokrat). Han var ledamot av USA:s representanthus 1923–1939.
Greenwood ligger begravd på Oak Grove Cemetery i Washington i Indiana.